# Son Bieló (Santa Maria del Camí)
Son Bieló és una propietat rural de Santa Maria del Camí, a la zona de Passatemps, entre Sa Basseta, Son Borràs, Can Verderol i ses Cabanasses (Marratxí). Sembla que formava part de Son Collet. L'any 1863 era de Gabriel i Josep Mesquida "de Son Bieló" i tenia 29 quarterades, amb conreus d'ametler, secà, vinya i figueres. En els anys 1970 fou objecte d'una segregació parcial i un posterior procés d'urbanització il·legal.